# Mala Mecetnea, Krîve Ozero
Mala Mecetnea (în ucraineană Мала Мечетня) este o comună în raionul Krîve Ozero, regiunea Mîkolaiiv, Ucraina, formată numai din satul de reședință.

## Demografie
Componența lingvistică a comunei Mala Mecetnea
     Ucraineană (94,74%)
     Rusă (3,95%)
     Alte limbi (0,52%)
Conform recensământului din 2001, majoritatea populației comunei Mala Mecetnea era vorbitoare de ucraineană (94,74%), existând în minoritate și vorbitori de rusă (3,95%).